# Великі Учали
Вели́кі Учали́ (рос. Большие Учалы, башк. Оло Учалы) — озеро в Учалінському районі республіки Башкортостан. Розташоване на території Учалинської сільради, на північ від районного центру — міста Учали, і на південь від села Учали. З'єднане протоками з розташованим на захід озером Карагайли, належить до басейну річки Урал. Довжина озера з півдня на північ складає близько трьох кілометрів, площа його поверхні — приблизно 3,06 км2. Максимальна глибина озера становить 6 метрів.

## Топоніміка
Вчений і мандрівник Іван Лепьохін у своїх подорожніх нотатках назвав озеро «Ашули», супроводжуючи перекладом — «сердите». У башкирський мові є слово «асиули» — «гнівний», але, найімовірніше, російська назва озера походить від татарського «ачули» з тим же значенням.

## Геологія
Має тектонічне (за іншою версією — карстово-суфозійне) походження. Рельєф озера нерівний, в східній його частині проходить жолоб. Дно вкрите мулом і відкладеннями сапропелю.

## Екологія
Донні відкладення озера мають аномальний хімічний склад, що зумовлено діяльністю довколишнього Учалинського гірничо-збагачувального комбінату: масовими вибухами на кар'єрі 1970—1980 років і випадіннями сульфідного пилу внаслідок роботи збагачувальної фабрики. Концентрації важких металів у відкладеннях, що утворилися за останні півстоліття, складають 300 міліграм на кілограм для міді, 1000-6000 — для цинку, 70 — для свинцю та 4 — для кадмію (їх фонові концентрації в озерах Уралу становлять 48, 79, 21 і 0,37 мг/кг відповідно). У порових водах донних відкладень підвищена концентрація сульфат-іона {\displaystyle SO_{4}^{2-}}, яка доходить до 2825 мг/л, що значно перевищує ГДК для питних вод.

## Біологія
З риб в озері водяться щука, сом, лящ, короп, судак, в'язь, карась, пічкур та чебак. З планктону тут і в сусідньому озері Карагайли відзначена эвгленовая водорість Phacus caudatus.